# 前492年
| 千纪： | 前1千纪 |
| 世纪： | 前6世纪 \| 前5世纪 \| 前4世纪 |
| 年代： | 前520年代 \| 前510年代 \| 前500年代 \| 前490年代 \| 前480年代 \| 前470年代 \| 前460年代 |
| 年份： | 前497年 \| 前496年 \| 前495年 \| 前494年 \| 前493年 \| 前492年 \| 前491年 \| 前490年 \| 前489年 \| 前488年 \| 前487年                                                                                       |
| 纪年： | 周敬王二十八年 魯哀公三年 齊景公五十六年 晉定公二十年 秦惠公九年 楚昭王二十四年 宋景公二十五年 卫出公元年 陳湣公十年 蔡昭侯二十七年 曹伯阳十年 郑声公九年 燕孝公元年 吴王夫差四年 越王勾踐五年 杞僖公十四年 |

## 大事記
- 波希战争：波斯国王大流士一世首次派遣他的女婿马多尼奥斯远征希腊，但因遭风暴不成。
- 吴国战败越国，越王勾践等入吴为奴。
- 趙簡子聯合韓、趙、魏三家之兵，攻下朝歌。荀、范逃到邯鄲，與趙稷死守邯鄲，趙簡子久攻不克。
- 赵鞅在彻底击败范氏和中行氏后，责问支持晉國范氏的周王室，周人只得杀死刘氏的重要谋臣苌弘谢罪。
- 季孫斯、叔孫州仇在邾國滅掉的鄅國原址建築啟陽城。十月，叔孫州仇、仲孫何忌圍攻邾國。

## 逝世
- 萇弘
- 季桓子